# Lygosoma siamense
Lygosoma siamense — вид сцинкоподібних ящірок родини сцинкових (Scincidae). Мешкає в Південно-Східній Азії. Описаний у 2018 році.

## Поширення і екологія
Lygosoma siamense мешкають в Таїланді, Лаосі, В'єтнамі, Камбоджі, на півдні Китаю (зокрема на Хайнані), а також на півночі Малайзії. Вони живуть у вологих тропічних і субтропічних лісах.